# Свальов
Свальов (на шведски: Svalöv) е град в южна Швеция, лен Сконе. Главен административен център на едноименната община Свальов. Намира се на около 480 km на югозапад от столицата Стокхолм и на 20 km на север от Малмьо. Има жп гара. Населението на града е 3633 жители според данни от преброяването през 2010 г.

## Личности
Край Свальов се намира замъка Кнутсторпс бори, в който е роден датският астроном Тихо Брахе.